# 체코슬로바키아 뉴 웨이브
체코슬로바키아 뉴 웨이브(Czechoslovak New Wave) 또는 체코/슬로바키아 뉴 웨이브는 1960년대에 영화를 만들기 시작한 체코슬로바키아 영화 제작자들을 일컫는 용어이다. 일반적으로 포함되는 감독으로는 밀로스 포만, 베라 치틸로바, 얀 슈반크마예르, 이반 파세르, 파벨 유라체크, 이르지 멘젤, 얀 네메크, 야로밀 이레시, 에발트 쇼름, 히네크 보찬, 유라이 헤르츠, 유라이 야쿠비스코, 슈테판 우헤르, 프란티셰크 블라칠 등이 있다. 이 운동은 때때로 "체코슬로바키아 영화의 기적"이라고 불리기도 했다.

## 개요
이 영화들은 이전에 공산주의 국가의 영화 제작자들이 검열관의 반대를 피하기 어려웠던 주제들을 다루었다. 예를 들어, 밀로스 포만의 블랙 피터 (1963)와 금발 소녀의 사랑 (1965)에서 묘사된 체코슬로바키아 사회의 잘못된 젊은이들, 또는 베라 치틸로바의 데이지즈 (1966)와 야로밀 이레시의 발레리와 환상의 한 주 (1970)에서 초현실적인 소용돌이에 휩싸인 인물들이 그러하다. 이 영화들은 1950년대의 사회주의 리얼리즘 영화와 대조적으로 종종 어둡고 부조리한 유머를 표현했다.
체코슬로바키아 뉴 웨이브는 누벨 바그와는 달리 일반적으로 더 강한 서사 구조를 가지고 있었으며, 이 감독들은 국유화된 영화 산업의 자녀였기 때문에 스튜디오와 국가 자금에 대한 접근성이 더 좋았다. 그들은 또한 더 많은 각색 작품을 만들었는데, 야로밀 이레시의 각색 작품인 밀란 쿤데라의 소설 농담 (1969)이 포함된다. 1967년 체코슬로바키아 작가 연합(Svaz československých spisovatelů) 제4차 대회에서 밀란 쿤데라는 이 국가 영화의 물결을 체코슬로바키아 문학 역사의 중요한 부분으로 묘사했다. 포만의 소방수의 무도회 (1967)는 이 시대의 또 다른 주요 영화로, 개봉 후 40년 이상이 지난 지금도 컬트 영화로 남아 있다.

## 체코 영화
뉴 웨이브 기간 동안 촬영된 영화의 대부분은 슬로바키아어가 아닌 체코어 영화였다. 많은 감독들이 프라하에 위치한 권위 있는 FAMU 출신이었으며, 국영 바란도프 스튜디오는 프라하 외곽에 위치해 있었다. 이 시기에 소방수의 무도회, 블랙 피터, 금발 소녀의 사랑을 감독한 밀로스 포만, 영화 데이지즈로 가장 잘 알려진 베라 치틸로바, 그리고 영화 가까이서 본 기차 (Ostře sledované vlaky 1966)로 아카데미 최우수 외국어 영화상을 수상한 이르지 멘젤를 포함한 몇몇 저명한 체코 감독들이 있었다.

## 슬로바키아 영화
중심가의 상점 (1965)은 1966년 아카데미 최우수 외국어 영화상을 수상했지만, 감독인 얀 카다르와 엘마르 클로스가 한 세대 더 나이가 많았고 영화가 상당히 전통적이었기 때문에 뉴 웨이브의 일부로 간주되지 않는다. 유라이 야쿠비스코, 슈테판 우헤르 및 두산 하나크는 뉴 웨이브의 일부였던 슬로바키아 영화 제작자였다.

## 주요 작품
- 슈테판 우헤르의 그물 속의 태양 (1962)[7][8]
- 프란티셰크 블라칠의 악마의 덫 (1962)[9]
- 베라 치틸로바의 뭔가 다른 것 (1963)
- 밀로스 포만의 블랙 피터 (1963)
- 보이테흐 야스니의 웬 더 캣 컴스 (1963)[10]
- 야로밀 이레시의 울음 (1964)
- 올드리치 립스키의 레몬에이드 죠 또는 말 오페라 (1964)
- 얀 네메크의 밤의 다이아몬드 (1964)
- 얀 슈반크마예르의 마지막 속임수 (1964)
- 밀로스 포만의 금발 소녀의 사랑 (1965)
- 이반 파세르의 친밀한 조명 (1965)
- 얀 카다르 & 엘마르 클로스의 중심가의 상점 (1965)
- 이르지 멘젤, 얀 네메크, 에발트 쇼름, 베라 치틸로바, 야로밀 이레시의 깊은 곳의 진주 (1966)[11]
- 이르지 멘젤의 가까이서 본 기차 (1966)
- 베라 치틸로바의 데이지즈 (1966)
- 얀 네메크의 파티와 손님에 대한 보고서 (1966)
- 프란티셰크 블라칠의 마르케타 라자로바 (1967)[12]
- 밀로스 포만의 소방수의 무도회 (1967)
- 에발트 쇼름의 탕자의 귀환 (1967)
- 프란티셰크 블라칠의 벌들의 계곡 (1968)[13]
- 야로밀 이레시의 농담 (1968)
- 이르지 멘젤의 변덕스러운 여름 (1968)
- 얀 슈반크마예르의 아파트 (1968)
- 유라이 헤르츠의 화장터 인부 (1969)
- 이르지 멘젤의 줄 위의 종달새 (1969)
- 유라이 야쿠비스코의 새, 고아, 바보 (1969)
- 파벨 유라체크의 초보 교수형 집행자를 위한 사건 (1970)
- 야로밀 이레시의 발레리와 환상의 한 주 (1970)[14]

## 같이 보기
- 바란도프 스튜디오
- 체코 공화국의 영화
- 체코 영화 목록
- 체코슬로바키아 1968 - 프라하의 봄에 대한 1968년 오스카상 수상 미국 다큐멘터리 단편
- 프라하의 봄 - 밀란 쿤데라의 프라하의 봄 소설을 각색한 1988년 필립 코프먼 영화

## 내용주
1. ↑  체코어: Československá nová vlna; 슬로바키아어: Československá nová vlna
2. ↑  체코어: České nová vlna; 슬로바키아어: Slovenská nová vlna

## 참고 문헌
- Hames, Peter (1985). 《The Czechoslovak New Wave》. Wallflower Press. ISBN 978-1904764427.
- Škvorecký, Josef (1971). 《All The Bright Young Man and Women: A Personal History of the Czech Cinema》. Peter Martin Assoc. ISBN 9780887781100.
- Owen, Jonathan (2011). 《Avant-garde to New Wave: Czechoslovak Cinema, Surrealism and the Sixties》. Berghahn. ISBN 978-0857459015.